# Колосняк гіллястий
Колосняк гіллястий (Leymus ramosus) — вид рослин із родини злакових (Poaceae).

## Біоморфологічна характеристика
Багаторічник. Кореневища видовжені. Стеблини 20–80 см завдовжки, від основи гіллясті, гладкі, голі. Листкові піхви проксимально голі чи запушені. Листковий язичок дуже короткий. Листові пластинки 10–20 см × 2–6 мм, жорсткі, сірувато-зелені, верхівка ослаблена; нижня поверхня гола; верхня поверхня і край лускаті чи запушені. Колоси 4–8 см завдовжки, вузькі. Колосочки сидять на виступах стрижня колоса по одному, містять 4–9 квіточок. Колоскові луски лінійно-шилоподібні, в нижній частині майже не розширені, нижня значно коротша за верхню, верхня 7–9 мм завдовжки. Нижня квіткова луска 7–10 мм завдовжки, без остюка чи загострена в остюк до 2.5 мм завдовжки.

## Середовище проживання
Зростає у Євразії (Україна, Росія, Казахстан, Киргизстан, Китай [Сіньцзян], Монголія).
В Україні вид росте на солонцях і солонцюватих степових місцях, біля доріг, по околицях полів — на півдні Лівобережного Степу, часто; в пн.-сх. ч. Лівобережного Степу та Донецького Лісостепу, зрідка; на Правобережжі в ок. Миколаєва та Кіровограда